# Natività di san Giovanni Battista (Pontormo)

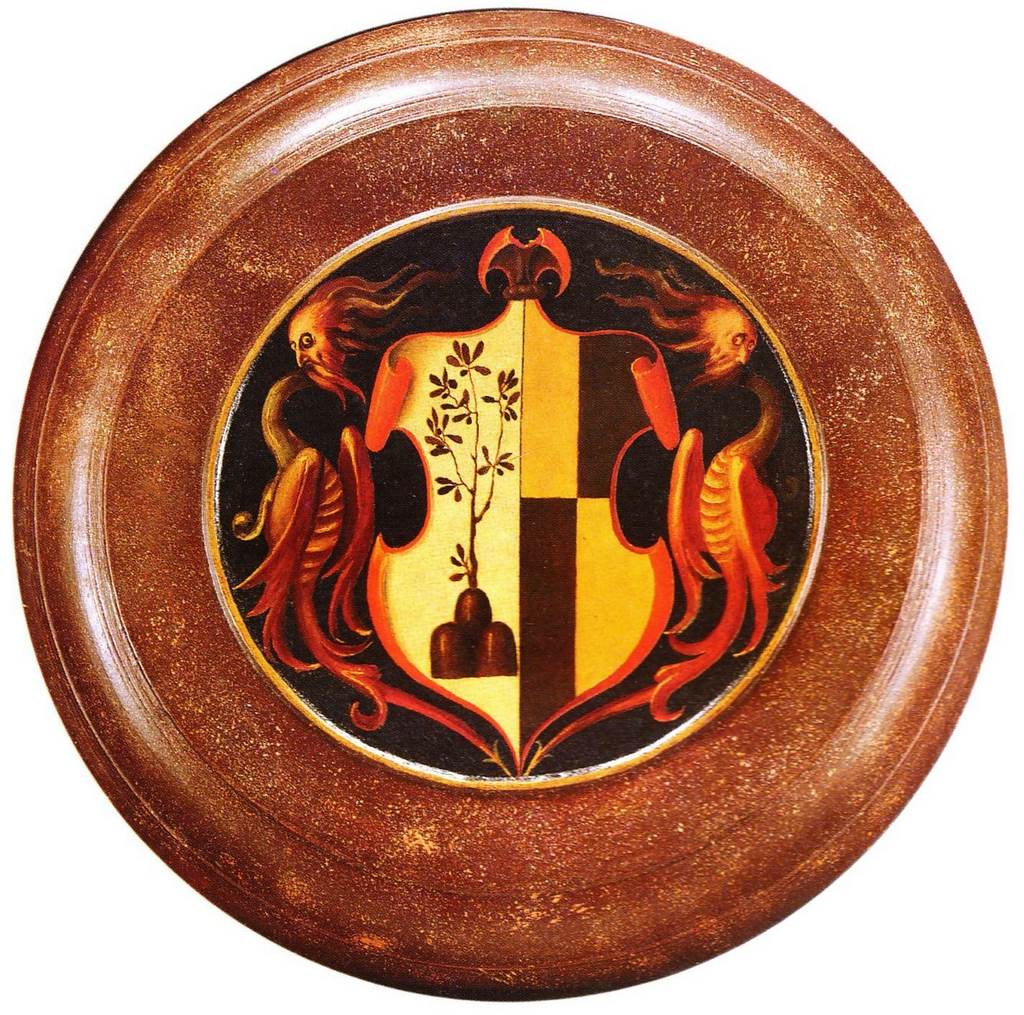
Il retro

La Natività di san Giovanni Battista è un dipinto a olio su tavola (diam. 54 cm) di Pontormo, databile al 1526 e conservato nella Galleria degli Uffizi di Firenze. Si tratta di un desco da parto.

## Storia
A giudicare dallo stemma sul retro, l'opera dovette essere eseguita per celebrare la nascita di Aldighieri della Casa (15 gennaio 1527), primogenito di Girolamo della Casa e Lisabetta Tornaquinci, sposati nel 1521. Il desco era un vassoio in uso nelle famiglie fiorentine più agiate, col quale si serviva un primo pasto, solitamente un brodino, alla partoriente subito dopo il parto; per questo vi erano spesso dipinti temi allegorici ben augurali o episodi sacri legati alla natività. Nel Cinquecento, comunque, si trattava di un oggetto già desueto, legato al secolo scorso, che venne commissionato probabilmente per tradizione familiare.
L'opera è nelle gallerie fiorentine almeno dal 1704. Philippe Costamagna ne scartò l'autografia, sebbene la sua ipotesi non ebbe molto seguito nella critica.
Ne esiste una copia nel Fogg Art Museum a Cambridge.

## Descrizione e stile
L'opera mostra la scena della natività di san Giovanni organizzata con una certa originalità compositiva. Il letto di sant'Elisabetta è disposto in orizzontale e la donna si affaccia seduta mentre con lo sguardo sta rivolta al marito Zaccaria che sta scrivendo il nome del nascituro, rompendo la punizione che l'aveva costretto al mutismo per l'incredulità riservata all'angelo che lo aveva avvisato della nascita di un figlio. Una fantesca tiene il bambino in braccio al centro, posizionandolo in diagonale lungo una linea di forza che conduce al volto della madre. Altre donne si affollano attorno, una si piega a destra per leggere il nome sul foglio, una sventola Elisabetta e una si affaccia da una tenda scura sullo sfondo, mentre una quarta torreggia slanciata sul bordo sinistro.
Come negli affreschi del chiostro della Certosa di Firenze, la Natività del Battista mostra evidenti legami con la cultura figurativa nordica e dureriana in particolare, grazie alle tipologie allungate dei corpi, alle fisionomie, alle foge degli abiti. La profondità spaziale appare assottigliata, come in altre opere dell'artista. La ricchezza di pose e di sguardi che non si incontrano direziona l'occhio dello spettatore da un estremo all'altro, con un dinamismo e una ricercatezza tipica del raffinato manierismo.
Sul retro i due stemmi familiari dei coniugi sono uniti in un unico scudo su sfondo scuro, con due grottesche antropomorfe di notevole raffinatezza. La cornice in finto porfido è dipinta con grande perizia.